# Holistische psychologie
Holistische psychologie is een vorm van psychologie die uitgaat van de mens als geheel. Een holistisch-psychologische behandeling is gericht op de gehele persoon, van gedrag tot en met de ziel. Het is per definitie maatwerk, waarbij de verbinding met de cliënt in therapeutische zin als belangrijker factor wordt beschouwd dan het volgen van een vooraf opgesteld plan of methodiek.
Het woord holistisch is afkomstig van het Griekse woord holos, wat zoveel betekent als "volledig, geheel". In de holistische psychologie richt men zich dan ook niet op één enkel aspect van het zijn, zoals in bijvoorbeeld klachtgerichte psychologische stromingen, zoals de cognitieve gedragstherapie. In de holistische psychologie gaat men uit van een integratieve en eclectische visie, zowel in het mensbeeld als in de behandeling. Dit betekent dat holistische psychologie een integratieve en holistische benadering hanteert, waarbij onder andere het cognitieve denken, gedrag, emoties, onbewuste overtuigingen, het lichaam, het creatieve, het energetische, het ervaringsgerichte, het spirituele, hart én ziel allemaal in ogenschouw worden genomen.

## Methodieken
De holistische psychologie maakt gebruik van een verscheidenheid aan methodieken, zowel reguliere als creatieve en complementaire therapieën en technieken, en kenmerkt zich met name door de hoge aanpasbaarheid aan het individu. Geen enkele behandeling is dan ook gelijk, daar geen mens gelijk is. Een holistisch-psychologische behandeling is dan ook standaard maatwerk. 
De specifieke methoden die in een holistisch-psychologische behandeling worden ingezet zijn sterk afhankelijk van de specialisaties van de betreffende behandelaar. De gebruikte methodiek wordt altijd aangepast aan de cliënt, van moment tot moment. De precieze behandeling ligt dan ook nooit van tevoren vast. Protocollen kunnen worden ingezet, maar er wordt niet per definitie aan vastgehouden; de noden van de cliënt bepalen de behandeling, op elk moment weer. Dit bieden van maatwerk vraagt van de therapeut een uitstekend observatievermogen, een groot aanpassingsvermogen, een goede kennis van de eigen toolbox (methodieken) en een dosis creativiteit om tot de meest optimale behandeling te komen.

## Therapeutische relatie
Zoals bij elke vorm van psychologische behandeling of therapie is de relatie tussen therapeut en cliënt van groot belang. Het bieden van een gevoel van veiligheid en volledige acceptatie van het zelf staan voorop. Dit wordt bewerkstelligd doordat de therapeut zich opstelt vanuit een standpunt en gevoel (een veld) van onvoorwaardelijke liefde. Daardoor kan de cliënt oude pijn helen, die vaak juist voortgekomen is uit de afwezigheid of vervormdheid van die onvoorwaardelijke liefde en volledige acceptatie van het zelf op cruciale momenten in het leven van de cliënt. Dit is wellicht het grootste verschil met andere benaderingen in de psychologie, die vrijwel altijd in eerste instantie werken vanuit het hoofd, de redenatie.

## Effectiviteit
De effectiviteit van een holistisch-psychologische behandeling is niet wetenschappelijk aangetoond. Het is zinvol zich, voorafgaand aan welke behandeling dan ook, goed te laten informeren over de betreffende therapeut en behandelaanbod.